# Teeworlds

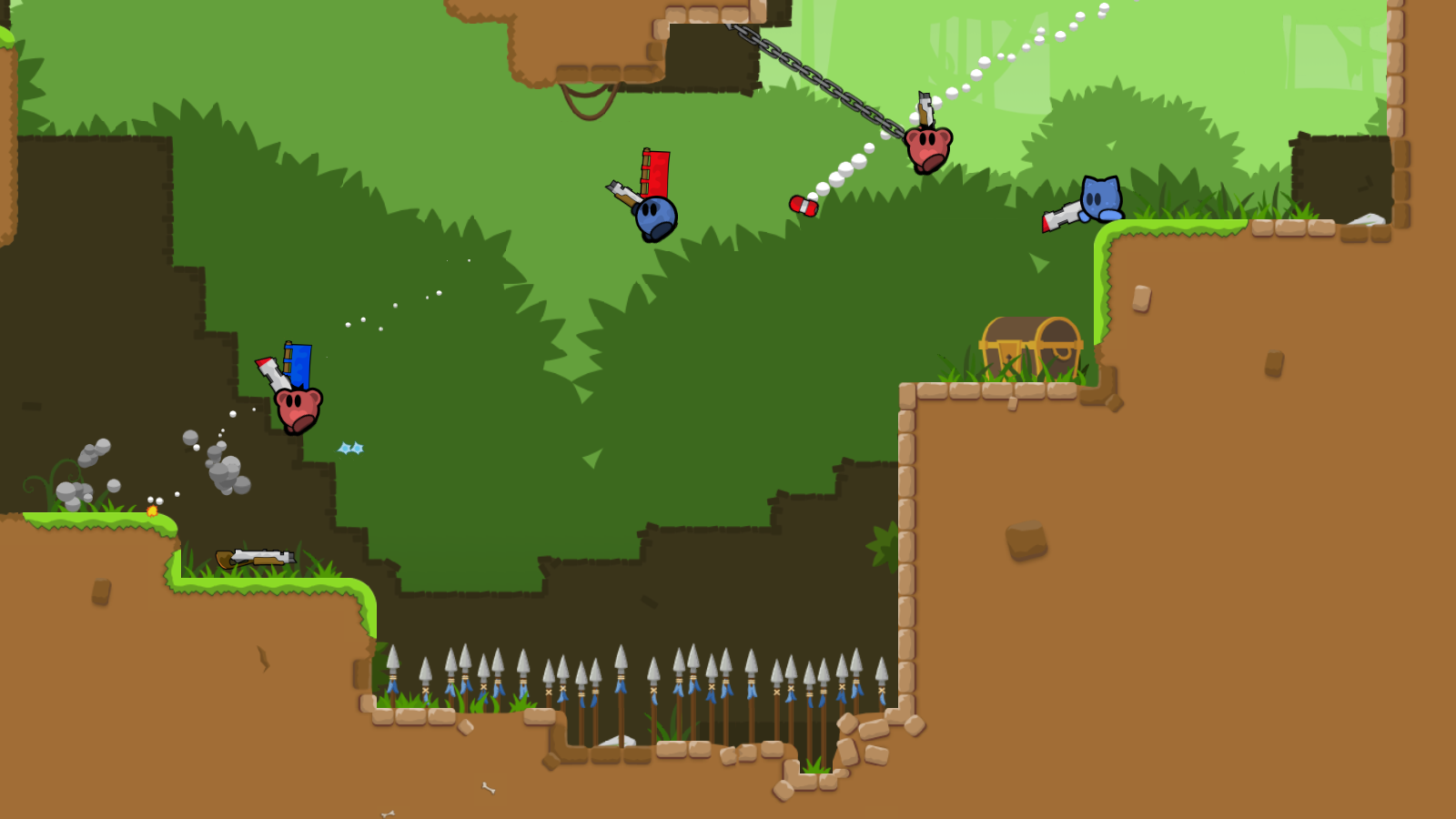
Partie Capture the Flag in einem Dschungel Level

Teeworlds ist ein freies Multiplayer-Computerspiel des Typs Run ’n’ Gun, einem Shoot ’em up.
Das Spiel ist für Windows, Linux, macOS, Android, AmigaOS 4 und MorphOS verfügbar. Der Quelltext und die meisten Spielinhalte wurden unter einer freien Lizenz veröffentlicht. Um Hardware- und Hosting-Gebühren zu finanzieren, akzeptieren die Entwickler Spenden.

## Entwicklung
Wegen Hackerangriffen und Spam stoppte der Hauptentwickler Magnus Auvinen am 29. August 2010 die Entwicklung und den Support von Teeworlds. Er organisierte ein Team Freiwilliger, um die Entwicklung und die Unterstützung des Spiels fortzusetzen. Am 24. August 2015 wurde Teeworlds als kostenloses Spiel auf Steam veröffentlicht.
Aufgrund von Angriffen durch IP-Spoofing veröffentlichte heinrich5991 am 13. Oktober 2018 ein Update (0.6.5) um diese Lücke zum Teil zu schließen. Einen Tag später wurde dann auch 0.7 Beta veröffentlicht. Nach Evaluation der Beta-Phase erschien am 9. Dezember 2018 0.7.1.
Der Programmcode sowie die meisten anderen Inhalte stehen unter der freien Lizenz CC-BY-SA 3.0.

## Spielprinzip
Die Spielwelt ist in 2D-Comicgrafik mit Side-Scrolling gestaltet. Man spielt ein Kugelwesen (im Spiel als „Tee“ bezeichnet), das den Figuren Kirby und Pac-Man sehr ähnelt.

### Spielmodi
Teeworlds hat unter anderem folgende Spielmodi:
| Abkürzung | Name               | Typ         | Bezeichnung / Kurzerklärung |
| --------- | ------------------ | ----------- | --- |
| CTF       | Capture the Flag   | offiziell   | 2 Teams - Rot und Blau stehlen sich gegenseitig die Teamfahne ... Mehr zum Prinzip: Capture the Flag                                                  |
| DM        | Deathmatch         | offiziell   | Jeder gegen jeden. Mehr zum Prinzip: Deathmatch |
| TDM       | Team-Deathmatch    | offiziell   | Team Rot gegen Team Blau. Wer die meisten Punkte nach einer Zeitbegrenzung oder zuerst ein Punktelimit erreicht hat, gewinnt.                         |
| LMS       | Last-Man-Standing  | offiziell   | Jeder gegen Jeden Überlebenskampf mit begrenzten Waffen.                                                                                              |
| LTS       | Last-Team-Standing | offiziell   | Team gegen Team Überlebenskampf mit begrenzten Waffen.                                                                                                |
| InfClass  | InfectionClass     | inoffiziell | Eine Gruppe von Überlebenden kämpft gegen Infizierte. Beide Teams haben verschiedene Spielklassen.                                                    |
| DDRace    | DDRace             | inoffiziell | Alleine oder im Team rennt man durch verschiedene Maps die unterschiedlich schwer sind, um so schnell wie möglich ins Ziel zu gelangen.               |
| Race      | Race               | inoffiziell | Alleine versucht man so schnell wie möglich zum Ziel der Map zu gelangen, oft mithilfe des Granatenwerfers.                                           |
| DDRace/BW | Block              | inoffiziell | Alleine oder im Team versucht man die anderen unbeweglich zu machen.                                                                                  |
| zCatch    | zCatch             | inoffiziell | Man schaut zu, wenn man gefangen wird und ist wieder befreit, wenn der Fänger gefangen wurde. Wer alle fängt, gewinnt.                                |
| if\|City  | City               | inoffiziell | Durch Aufenthalt in einem Bereich, meist Sitzbank, bekommt man Geld um Upgrades zu kaufen und in der Stufe aufzusteigen.                              |
| MRPG      | MRPG               | inoffiziell | Quest, Levels, Guilds, NPCs. |
| Nodes     | Nodes              | inoffiziell | Teams kämpfen gegeneinander und können sich mit Hilfe von Gebäuden gegen Feinde verteidigen. Ziel ist das Eliminieren aller gegnerischen Spawnpunkte. |
| KoG       | King of Gores      | inoffiziell | Man Hookt sich durch einen Parkour aus freezenden Blöcken und versucht sie nicht zu berühren.                                                         |

Da Teeworlds ein quelloffenes Spiel ist, lassen sich sehr leicht Modifikationen, zugeschnittene Clients und Skins sowie eigene Spielkarten erstellen. Das Betreiben von eigenen Teeworlds-Servern ist ebenso möglich.

### Waffen
Die Waffen aus Teeworlds wurden weitestgehend von den Spielen Quake und Unreal Tournament inspiriert.
Der Granatwerfer schießt eine Granate ab, die in einem großen Bereich sehr viel Schaden anrichtet. Ist der Schütze im Explosionsradius der Granate, kann sie allerdings auch dem Schützen gefährlich werden. Mit dieser Waffe lässt sich ein sogenannter Rocket-Jump durchführen.
Der Hammer ist eine Standardwaffe. Sie verursacht viel Schaden, allerdings nur, wenn man direkt mit ihm geschlagen wird.
Die Katana erscheint nur sehr selten auf wenigen Karten. Nachdem man diese Waffe eingesammelt hat, verändert sich der Skin des Tees (in einen Ninja). Diese Waffe richtet sehr viel Schaden an.
Mit der Laserkanone muss man sehr genau zielen, um zu treffen. Der Strahl ist sehr schnell, reflektiert an Wänden und richtet mittelmäßigen Schaden an.
Die Pistole ist eine weitere Standardwaffe. Ihre Munition regeneriert sich. Sie verursacht allerdings nur wenig Schaden.
Die Schrotflinte gibt bei einem Schuss immer fünf Kugeln ab, die sich wie ein Fächer verteilen. Der Schaden ist abhängig von der Reichweite, aus der Nähe verursacht sie aber großen Schaden.

## Rezeption
„Unterhaltsam, unkompliziert und originell. Wer Worms mochte, wird Teeworlds lieben. Der rasante Spielablauf und die witzigen Figuren sorgen vom ersten Moment an für kurzweiliges Shooter-Vergnügen. Die große Fangemeinde kümmert sich stets um neue Maps, Mods und Skins.“

- Die CHIP-Redaktion meint, das Spiel wäre „Action pur“. Sie bemängeln allerdings, dass der Spieler anfangs oft mehr mit dem Erlernen der Steuerung befasst ist, als sich um das Spielgeschehen kümmern zu können. Lobend wird auch erwähnt, dass die Spieler sich mit der integrierten Chatfunktion ständig mit Freunden und Gegnern austauschen können.[11]
- Gamodrome meint, „das Spiel sei kostenlos und kurzweilig“ und dank des unkomplizierten und schnellen Spielablaufs sei es „perfekt für ein schnelles Spielchen zwischendurch“ geeignet. Kritisch wird angemerkt, dass das Spiel, „da es nichts freizuspielen gibt, keine wirkliche Langzeitmotivation“„“ hat.[12]
- Winfuture kam zu folgender Bewertung: „Teeworlds ist ein kurzweiliger und schnell zu erlernender Online-Shooter mit niedlicher 2D-Grafik, allerdings waren bei unserem Test die Server ziemlich leer, weshalb Sie ihre Freunde mitbringen sollten, damit Spielspaß aufkommt.“[13]'
- Giga.de urteilte: „Teeworlds bietet schnelle und rasante Multiplayer-Action und ist zudem auf der Seite des Herstellers auch für Linux- und MacOS-User erhältlich.“[14]
- Netzwelt schrieb: „Teeworlds hat einfach jede Menge Spaßpotenzial! Die lustigen Pac-Man-Verschnitte sind einfach unglaublich lustig.“[15]
- Macworld meint, dass Spieler die Worms geliebt haben hier auf ihre Kosten kommen, denn das Spiel sei wie Worms, aber kostenlos. Zudem heben sie hervor, dass der Spieler  mit dem Karteneditor eigene Karten erstellen kann.[16]
- Gadgets360 von NDTV (New Delhi Television) zählt das Spiel zu den Die 10 besten kostenlosen PC-Spiele, die Sie 2016 spielen können und meint, dass das Spiel viel Spaß macht, weil es zu intensiven, rasanten Kämpfen in einer Vielzahl von Karten kommt.[17]

Das Spiel wurde alleine bei Chip mehr als 700.000 mal heruntergeladen.